# 山海舆地全图

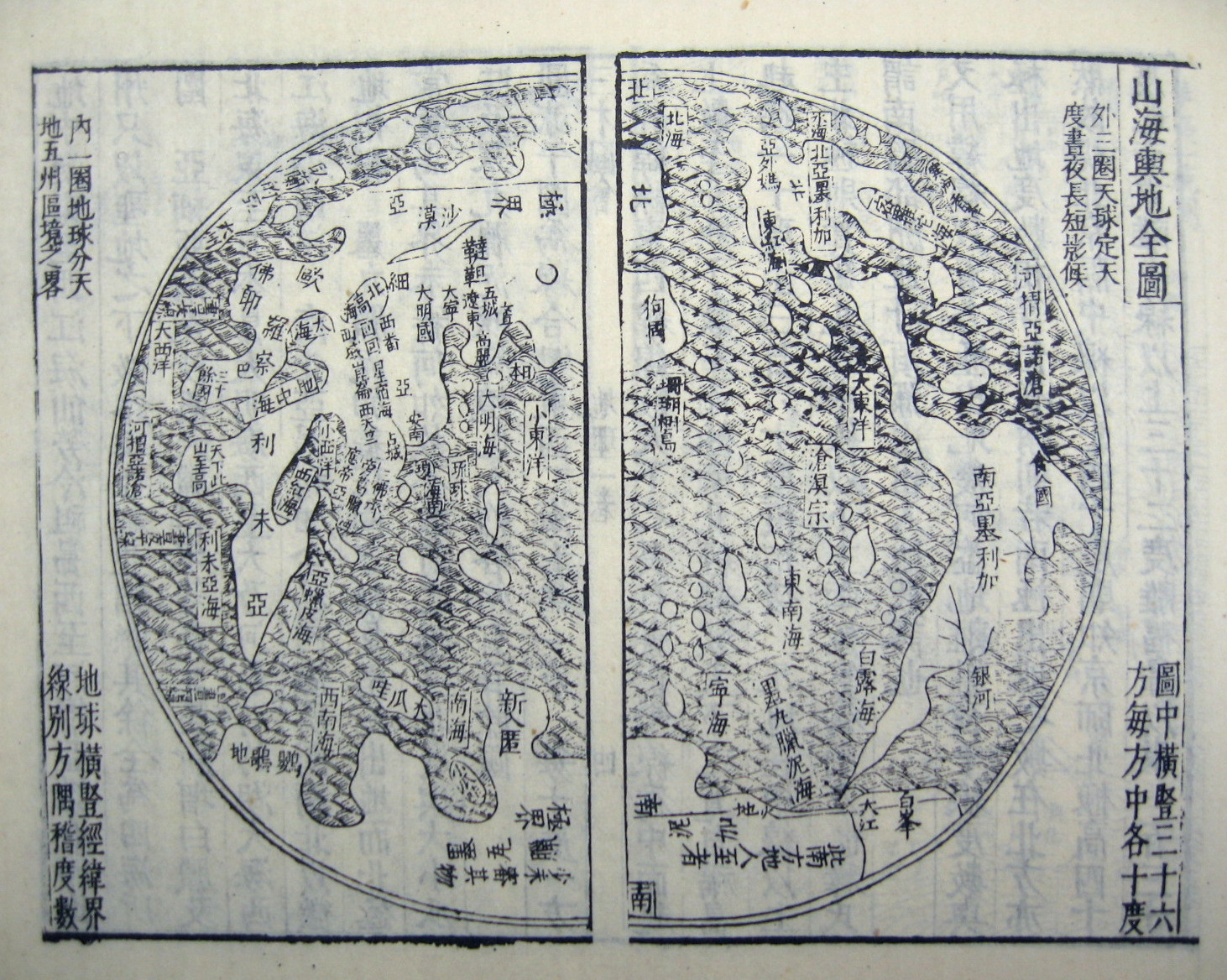
《三才圖會》中的山海舆地全图

山海輿地全圖是利瑪竇早年在南京繪製的世界地圖，在西元1598年或1600年的時候，利瑪竇應南京吏部主事吳中明之請，在從前製作的世界地圖的基礎上修訂而成，由吳中明作序後付梓。1604年郭子章又於貴州將吳中明本縮刻以為一書後刊印。無論南京本還是貴州本的原圖均已佚失，但摹本保存在1602年出版的馮應京的《月令廣義》，之後又被收錄至王圻及其兒子王思義撰寫的《三才圖會》。

## 外觀
雖然原圖已佚失，不過錢希言於1613年所著的《獪園》曾提到「利瑪竇，大西國人，遊於中華十五年矣！......往常刻廣輿地圖於金陵，用五色以別五方，中華幅員大如彈丸黑子。」由此可知，南京版山海輿地全圖為彩色地圖。李之藻為1602年《坤輿萬國全圖》所作的序中提到：「此圖白下諸公曾為翻刻，而幅小未悉。不佞因與同志為作屏障六幅，暇日更事殺青，釐正象胥，益所未有」，因此可以知道，南京所刻的《山海輿地全圖》小於後來的《坤輿萬國全圖》。《山海輿地全圖》摹本雖未繪出經緯線，但左右下角分別註記：「地球橫豎經緯界線，別方隅、稽度數。」「圖中橫豎三十六方，每方中各十度。」由此可見《山海輿地全圖》本有經緯線，不過馮應京刊刻時將其省略。左右上角分別註記：「外三圈天球，定天度晝夜長短影候」「內一圈地球，分天地五州區境之略」，可見原圖還附有天文儀器圖，如後來的《坤輿萬國全圖》及《兩儀玄覽圖》。

## 早年地圖
早在1584年，利瑪竇就曾於肇慶繪製世界地圖，由王泮刊刻，但無論摹本還是原刻本均已佚失。（《蘇州府志》稱其為《山海輿地圖》，劉承范《利瑪傳》稱其為《大瀛全圖》）
根據利瑪竇本人記述，1595至1598年期間曾在南昌繪製多種世界地圖 ，如《世界圖誌》、《世界圖記》，可惜無論刻本還是繪本均已失傳。但在章潢《圖書編》中保存了摹本《輿地山海全圖》及《輿地圖》。這份地圖可能摹自利瑪竇的《世界圖誌》（Descrittione di tutto il mondo），藍本可能是1570年版的奧特里烏斯世界地圖。

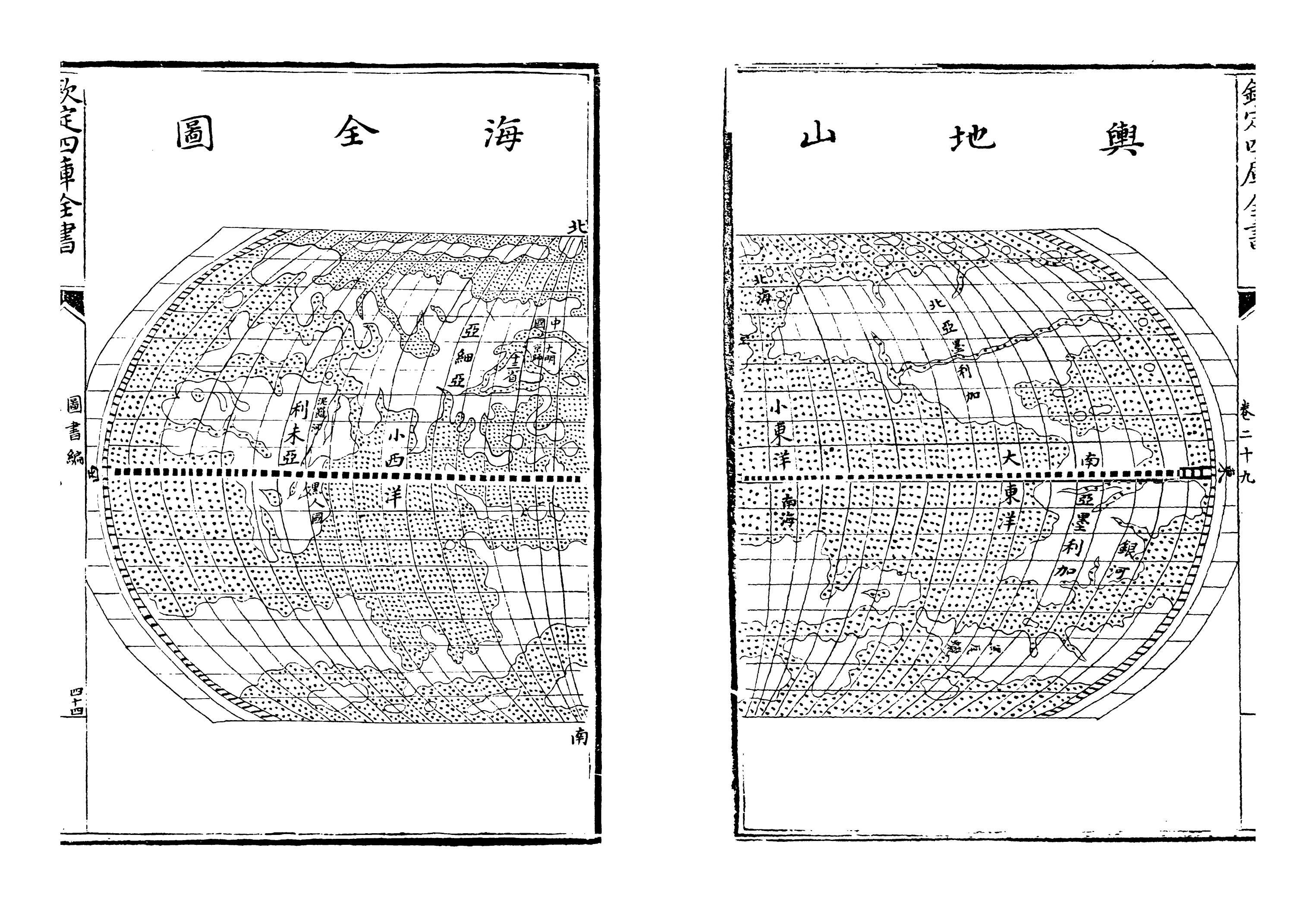
《圖書編》中的輿地山海全圖
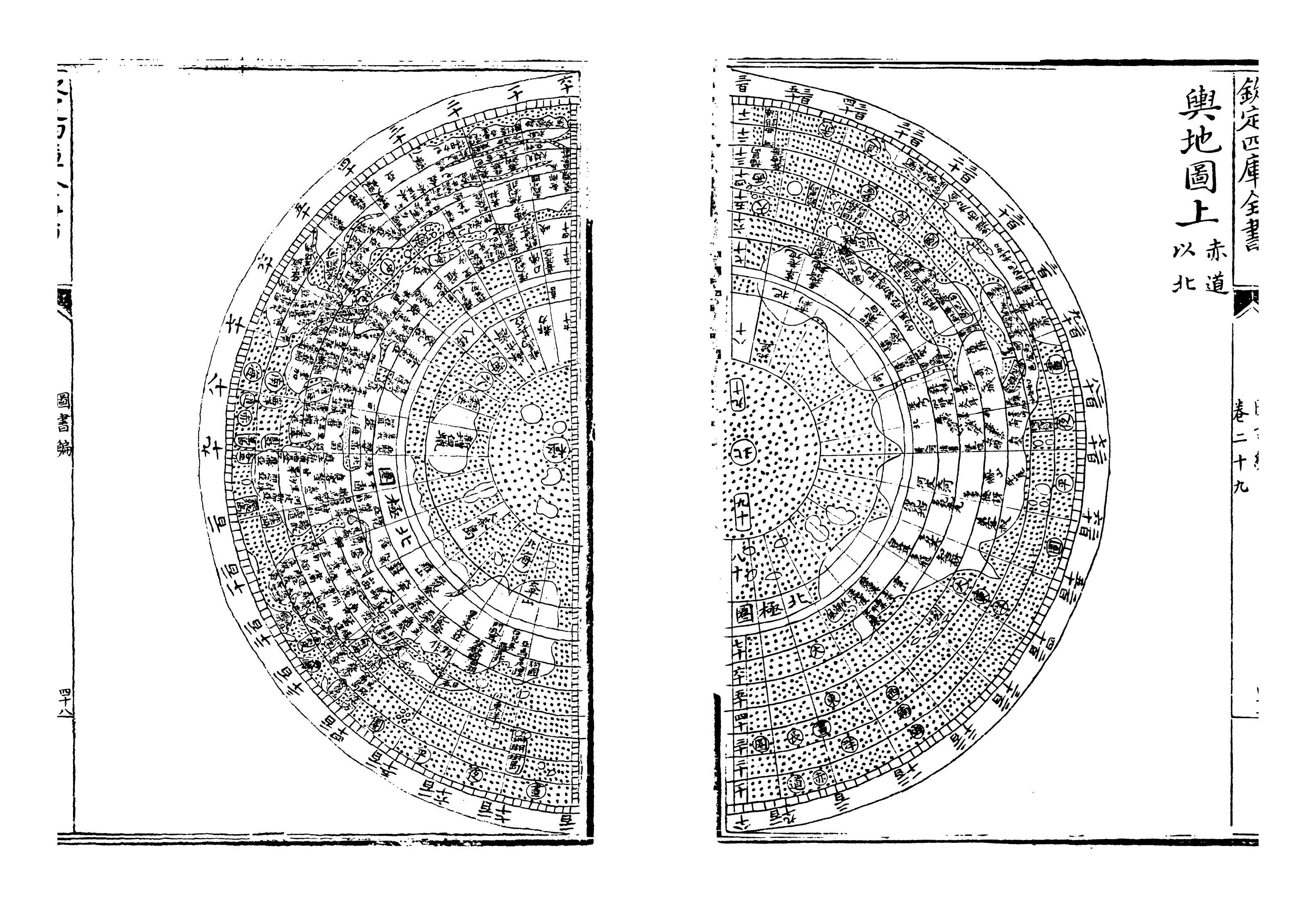
輿地圖上
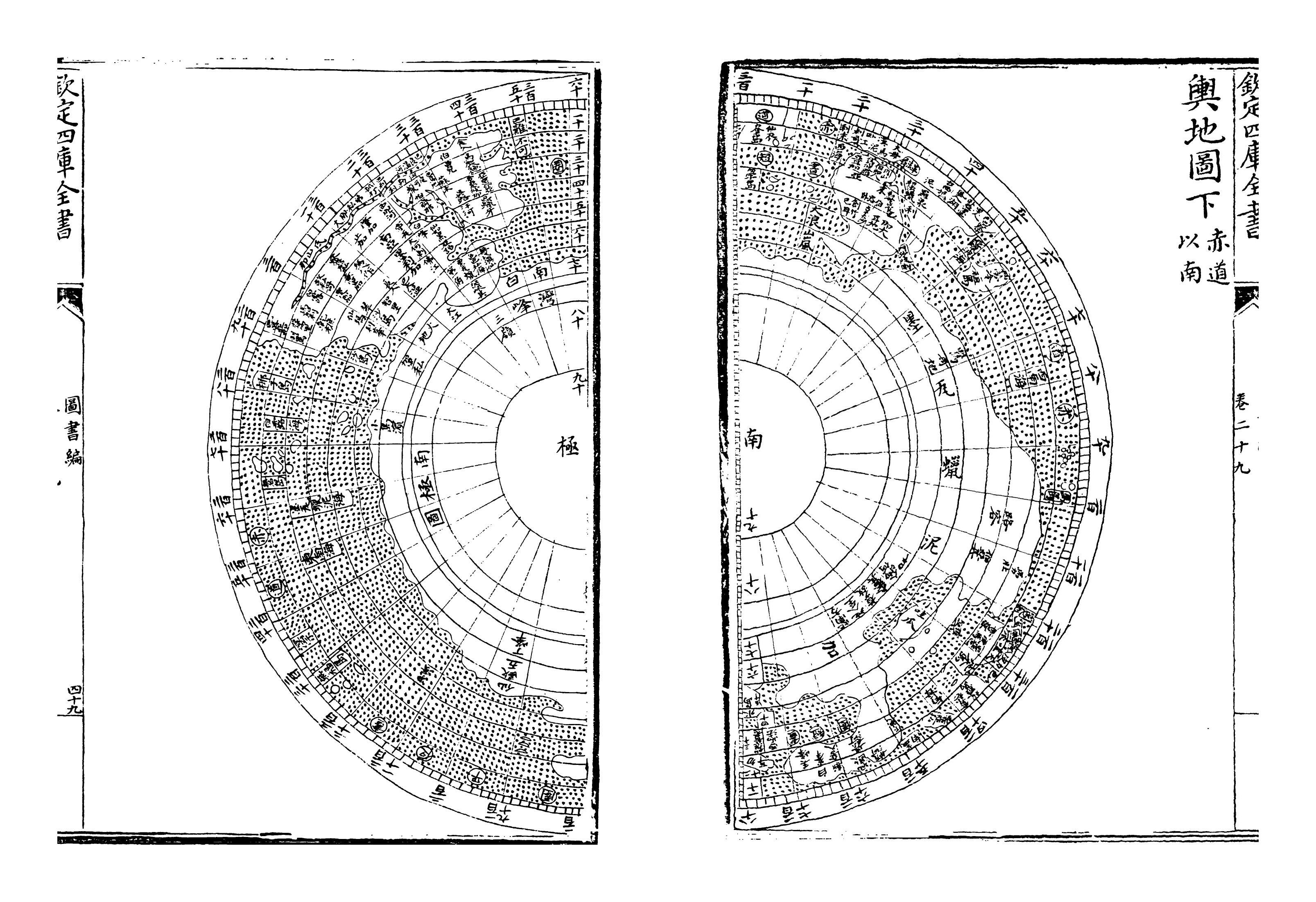
輿地圖下

## 註腳
1. ↑  「《山海輿地圖》，中丞趙寧宇刻，在姑蘇驛。」同治《蘇州府志》，卷141，光緒八年江蘇書局刻本。